# Black Noise

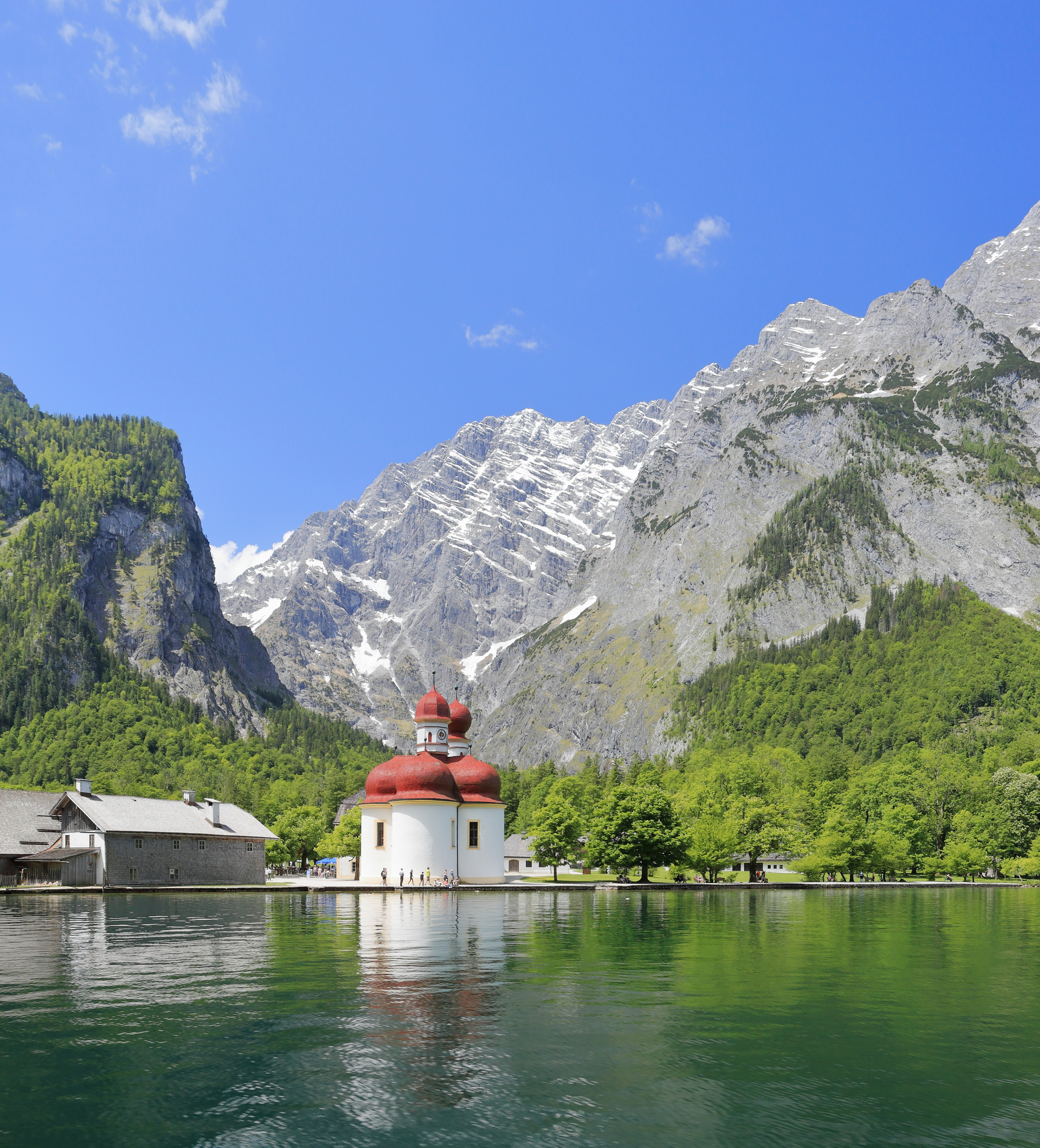
La pochette de l'album représente l'église Saint-Barthélemy de Berchtesgaden, en Allemagne, sur le lac Königssee.

Black Noise est le troisième album de l'artiste techno allemand Pantha du Prince. Il est sorti le 8 février 2010 sur le label Rough Trade Records .

## Histoire de l'album
Enregistré en partie dans un chalet situé en pleine montagne, dans les Alpes suisses, l'album offre une atmosphère organique, orageuse, fortement imprégnée du climat environnant. Hendrik Weber a notamment utilisé des sons enregistrés en pleine nature pour atteindre ce résultat. Bien que rompu aux enregistrements solitaires, le musicien a décidé de recourir aux services de deux amis pour l'album. 
L'album est marqué par plusieurs collaborations : Noah Lennox de Animal Collective est au chant sur Stick to My Side, Tyler Pope de LCD Soundsystem et !!! joue de la basse sur The Splendor

## Liste des titres
| No  | Titre            | Durée |
| --- | ---------------- | ----- |
| 1.  | Lay in a Shimmer | 6:38  |
| 2.  | Abglanz          | 6:04  |
| 3.  | The Splendour    | 6:00  |
| 4.  | Stick to My Side | 7:51  |
| 5.  | A Nomads Retreat | 6:41  |
| 6.  | Satellite Snyper | 5:29  |
| 7.  | Behind the Stars | 6:51  |
| 8.  | Bohemian Forest  | 7:24  |
| 9.  | Welt Am Draht    | 7:11  |
| 10. | Im Bann          | 3:23  |
| 11. | Es Schneit       | 6:46  |